# Roca Salvatge
La Roca Salvatge és una muntanya de 776,6 metres que es troba al municipi de Vacarisses, a la comarca del Vallès Occidental.
És dins del límit del Parc Natural de Sant Llorenç del Munt i l'Obac, creat el 1972. Des del 2000 també forma part de l'Inventari d'espais d'interès geològic de Catalunya inventariat com espai d'interès geològic en el conjunt de la geozona Sant Llorenç del Munt i l'Obac, la qual forma part del parc natural majoritàriament.

## Situació
La Roca Salvatge és a l'extrem est de la carena del Camí Ral. La seva vessant sud s'alça sobre els Bacs de la Portella (amb el turó Roig al davant i, més enllà, els Alts de la Pepa i el turó de la Mamella).
A l'est té la canal de Mura (que fa de separació amb el Castellsapera i la carena del Collet Estret).
A l'oest té la canal del Solitari (amb el Pallet de Tot l'Any a l'altre costat).
I al nord la Roca Salvatge enllaça amb la carena del Camí Ral, que transcorre en aquest tram sobre la Gavarra de l'Obac. El Camí Ral està situat entre 40 i 65 metres per sobre de la Roca Salvatge i, per això, ofereix una visió aèria de la part superior del cim.

## Toponímia
Josep Maria Faura, al seu llibre Història de la Serra de l’Obac, parla d’ella com la Roca de la Salvatge, com la seva toponímia original. On salvatge deriva d’alguna bestiola “salvatgina” que devia tenir el seu cau pel seu voltant. Un porc senglar, cérvol o isard, alguna bestiola de les que vivien en aquestes terres.